# 라디오쇼 (경인방송)
라디오쇼는 경인방송에서 매일 오후 4시 5분부터 저녁 6시까지 방송되었던 음악 프로그램이다.

## 개요
2022년 3월 14일부터 경인방송 봄 개편으로 본 프로그램을 신설했다. 2024년 5월 26일 자로 2년만에 폐지되었다.

## 역대 DJ
- 1대 유영재 : 2022년 3월 14일 ~ 2024년 4월 21일

## 코너 소개

### 매일 코너
- 신청곡과 사연 & Pob Bob (팝밥)

### 요일 코너
- 월 : 인생에찰나 찰나에사색(유일한코너)